# Гиресунспор
„Гиресунспор Кулюбю“ (на турски: Giresunspor Kulübü) или просто Гиресунспор – турски професионален футболен клуб от град Гиресун – вилает Кония, играещ в Шампионата на Турция. Основан през 1967 г. Домашните си мачове играе на стадион в спортния комплекс „Чотанак“, с капацитет 22 000 места.  

## История
„Гиресунспор“ е основан през 1925 г. Февзи и Фарук Бейлерами наричат клуба „Билалспор“. Отборът играе в жълто-сини тонове. Освен футбола, практикували са още: лека атлетика и водни видове спорт. Заради новия закон „Гиресунспор“ е бил принуден да закрие дейността си на 28 март 1941 тодина.
След 26 години клубът е възстановен (1967 г.). Той е обединен с „Йешилтепеспор“, „Акънгенчликспор“ и „Бешикташспор“ и приема зелено-белите цветове на първия. „Гиресунспор“ е включен във Втора лига, а четири години по-късно влиза в Първа. Сезон 1975/76 остава най-успешният в историята на клуба и до днес. Под ръководството на старши треньора Тамер Каптан „Гиресунспор“, завършва на шесто място в Първа лига. Но още в следващото първенство отборът се оказа на последно място в крайното класиране и отпада във Втора лига. Година по-късно клубът заема предпоследното място в Червената група на Втора лига и изпада в Трета лига. Оттогава „Гиресунспор“ балансира предимно между второто и третото ниво в системата на турската футболна лига..
През сезон 2016/17 „Гиресунспор“ участва в плейофите на Първа лига за класиране в Суперлигата, където губи от „Ескишехирспор“ в полуфинал след два мача.
Отборът се завръща в най-високото ниво на 9 май 2021, или след 44 години след победата над „Тузласпор“ с 2:1.

## Съперници
Най-големият съпреник на „Гиресунспор“ се явява Ордуспор от съседния град Орду. Другият отбор с когото са в голяма конкуренция е „Ризеспор“. Всички тези отбори се намират на градове разположени на ерноморския бряг, затова мачовете почежду им носят названието „Черноморско дерби“.

## Успехи
- Турска Суперлига:
  - 6-то място (1): 1975/76
- TFF Втора лига: (2 ниво)
  -  Победител (1): 2013/14 (бяла група)
- TFF Трета лига: (3 ниво)
  -  Победител (5): 1978/79, 1987/88, 1992/93, 1996/97, 2004/05